# Landkreis St. Wendel
Landkreis St. Wendel er en Landkreis i den nordligste del af den tyske delstat Saarland.  
Den grænser til følgende landkreise: Trier-Saarburg, Birkenfeld i nord og Kusel i øst (alle i Rheinland-Pfalz), Neunkirchen i syd, Saarlouis og Merzig-Wadern i vest.
St. Wendel fungere som administrationsby. 

## Geografi
Floden Nahe løber igennem området, ligesom en del af Hunsrück bjergkædens areal dækker kreisen.

## Byer og kommuner
(indbyggere pr. 31. december 2008)
| Byer                   | Kommuner |
| ---------------------- | --- |
| 1. St. Wendel (26.582) | 1. Freisen (8383) 2. Marpingen (10.983) 3. Namborn (7325) 4. Nohfelden (10.246) 5. Nonnweiler (9081) 6. Oberthal (6351) 7. Tholey (12.974) |